# Symposiachrus barbatus
El monarca blanquinegro (Symposiachrus barbatus) es una especie de ave paseriforme de la familia Monarchidae endémica del archipiélago de las islas Salomón.

## Distribución y hábitat
Se encuentra en la mayor parte del archipiélago de las islas Salomón, salvo en las islas Nueva Georgia, Malaita y Makira. Su hábitat natural son las selvas tropicales húmedas de zonas bajas. Se encuentra amenazado por pérdida de hábitat.